# چابک‌دم‌ها
چابُک‌دُم‌ها (نام علمی: Cypselurus) نام یک سرده از تیره پرنده‌ماهی است.